# CP4 EPSPS
CP4 EPSPS est le nom donné à un gène. Il est l'un de ceux qui ont été le plus utilisé, par Monsanto notamment pour produire des semences de plantes génétiquement modifiées afin qu'elles résistent à ceux des désherbants totaux dont la matière active est le glyphosate.

## Terminologie
- CP4 désigne le nom de la souche de bactérie Agrobacterium tumefaciens d'où a été tiré ce gène[2],[3] ;
- "EPSPS "désigne une enzyme (5-énolpyruvylshikimate-3-phosphate synthase) codée par le gène CP4.

## Le gène «CP4 EPSPS»
Ce gène code une enzyme d'origine bactérienne, l'EPSPS. Une fois injecté dans les plantes par transgénèse, « s'il est suffisamment exprimé par la plante », il y neutralise les effets effets phytotoxiques du glyphosate, le principe actif de certains herbicides totaux les plus vendus au monde, dont le Roundup™ est le plus connu. 

Ce gène programme, dans le noyau des cellules des plantes OGM où il a été inséré la synthèse de l'enzyme  5-énolpyruvylshikimate-3-phosphate synthase (EPSPS). Cette enzyme confère à la plante une tolérance au glyphosate en l'empêchant d'atteindre sa cible par la modification d'un  acide aminé.

## Technique de transgenèse
D'autres techniques d'insertion sont théoriquement possibles, mais ce gène a été inséré dans le maïs transgénique et d'autres plantes par la méthode du « bombardement » des cellules végétales par des microparticules d'ADN purifié (biolistique). C'est le cas par exemple dans le maïs génétiquement modifié NK 603 de Monsanto. 
L’EPSP synthase est la cible de la matière active de certains herbicides tels que le glyphosate (N-phosphono méthyl-glycine), qui doit néanmoins aussi être associé à un surfactant pour bien pénétrer la plante.

## Exemple d'utilisations
En tant que conférant une résistance au glyphosate, il avait par exemple - en 2004 - déjà été inséré par transgenèse dans 
- plusieurs variétés de maïs ; dont maïs GA21 (Roundup Ready®)[5], MON80100[5], MON802 (Yeildgard®)[5], MON809[5], MON810 (Yeildgard®)[5], MON832[5] ou NK603(Roundup Ready®)[1] ;
- du soja (GTS 40-3-2 (Roundup Ready®)[5] ;
- du colza OGM (GT200 (Roundup Ready®)[5], GT73[5], RT73 (Roundup Ready®)[5] ;
- une pomme de terre (RBMT21-350, RBMT22-082)[5]

pour ne citer que les espèces les plus cultivées, mais on l'a aussi inséré dans le génome d'une herbe commune (l'Agrostis stolonifera).

## Évaluation des risques
Les niveaux de risque de pollution génétique (sur les plantes parentes du maïs (téosinte) ou d'autres OGM (Agrostis stolonifera) et d'éventuels risques toxicologiques ou écotoxicologiques sont très discutés pour le maïs qui, s'il n'a de plantes parentes en Europe, en a en Amérique centrale. Une pollution génétique a été démontrée possible pour une autre herbacée génétiquement modifiée, l' Agrostis stolonifera, notamment utilisée sur les golfs. 

### Sécurité alimentaire
Des expériences de digestion in vitro (dans deux liquides simulant le liquide stomacal et le milieu intestinal) des protéines nouvellement exprimées par le soja transgénique ont notamment porté sur la CP4-EPSPS. Selon ce modèle in vitro, la digestion en est rapide dans l'estomac (quelques secondes), et lente dans l'intestin (240 minutes ou plus dans le modèle artificiel), mais la digestibilité de CP4-EPSPS est dans ce cas augmentée par le préchauffage. C'est selon les auteurs un argument en faveur d'un risque allergène « extrêmement faible ».
Selon Monsanto, le risque sanitaire via l'alimentation n'existe pas : Le groupe semencier estime que « L'EPSPS est présente naturellement dans toutes les plantes ainsi que dans les bactéries pouvant être trouvées dans la flore intestinale humaine et animale. Il s’agit selon Monsanto  d’une protéine facile à digérer n’étant pas reconnue pour avoir des effets néfastes sur quelque espèce que ce soit. Il n’existe selon Monsanto  aucun mécanisme plausible expliquant que l’EPSPS ou le matériel génétique la codant puisse causer un risque de développement de cancer plus élevé que la dizaine de milliers d’autres protéines alimentaires existant ». 
La protéine CP4 EPSPS (qui peut être retrouvée par PCR est considérée comme un « marqueur » de certaines transgenèse permettant une résistance au glyphosate.

### Pollution génétique
La première (et seule ?) étude publiée de suivi in situ et à grande échelle de gènes modifiés de l'herbacée Agrostis stolonifera, faite par l'Agence américaine de protection de l'environnement (National Health and Environmental Effects Research Laboratory) conjointement avec l'U.S. Geological Survey et la Dynamac Corporation a conclu (en 2004) à une large diffusion du pollen des  A. stolonifera génétiquement modifiés. 
Ce pollen s'est montré - en situation réelle - capable de féconder des individus de la même espèce situés jusqu'à 21 km (sous le vent dominant des parcelles « sources »). Il s'est également montré capable de produire des hybrides viables et résistants au glyphosate (les hybrides de cette espèce peuvent se maintenir en populations importantes, même s'ils sont moins féconds, grâce à leur stolons ; leur résistance au glyphosate pourrait aussi les favoriser dans les champs traités avec cet herbicide et en faire une potentielle « super-mauvaise herbe »). 
Cette étude a démontré l'existence d'une pollution génétique à grande distance se produisant facilement pour cette espèce, et les auteurs ont suggéré que d'autres travaux soient faits pour préciser le risque et degré d'introgression de ces transgènes dans les populations naturelles car si l'essentiel du flux de pollen « marqué par le transgène » a fécondé des plantes situées dans les 2 km situés en aval (par rapport au vent dominant), d'autres plants suivis ont été fécondés jusqu'à 21 km et 14 km respectivement pour les « plantes sentinelles » (plantes placées dans des parcelles volontairement éloignées de champs d'Agrostis, pour minimiser la pollinisation par des plantes conventionnelles, à la différence des « plante résidentes », qui étaient des plantes-témoins naturellement situées dans leur environnement habituel) suivies par les chercheurs ; 75 des 138 plantes sentinelles et 29 de 69 plantes résidentes suivies par les scientifiques ont été fécondées par du pollen transgénique. La surface « contaminée » par du pollen transgénique issu des parcelles expérimentales était d'environ 310 km2 ; De plus, une fécondation croisée s'est également produite avec quelques Agrostis gigantea (espèce-cousine de A. stolonifera (alors qu'aucun croisement n'a été observé avec Polypogon monspeliensis, espèce proche mais d'un genre différent) ; Une contamination interspécifique est donc également possible (avérée pour ces deux espèces) ; or, Agrostis gigantea est également une espèce considérée comme « mauvaise herbe » par les agriculteurs, ce qui peut être jugé préoccupant selon Christian Huyghe (chef de l'Unité de recherche prairies et fourragères de l'Institut national de la recherche agronomique (INRA)).

### Dysfécondation du coton transgénique exposé au glyphosate avant floraison
Le cotonnier produit une fleur hermaphrodite. Cette fleur contient donc à la fois les organes mâles de la reproduction (androcée) et les organes femelles (gynécée). Cet hermaphroditisme favorise un taux important (50 à 100 %) d'autofécondation, ce qui est une caractéristique intéressante pour les semenciers-sélectionneurs ; Ce taux est presque toujours de 100 % chez certaines variétés de coton dont la fleur reste fermée ; hormis quand les pétales de la fleur sont percées par certains insectes butineurs « capables de pénétrer le vase clos que forment les pétales ». Normalement, le pollen du coton (lourd, épineux et difficilement emporté par le vent) se déverse directement sur le stigmate (pointe du pistil) quand les anthères s'ouvrent, et/ou il est apporté par des insectes (ex ; abeilles, bourdon mais les insectes sont devenus rares sur les champs de coton en raison de l'abondance des traitements insecticides). Cependant cette fécondation se fait mal chez les cotonniers transgéniques exposés au désherbants auquel ils ont été rendus résistants :
- Des traitements au glyphosate de cotonniers (cotton, Gossypium hirsutum L. ‘Delta Pine & Land 5415RR’, ‘Delta Pine & Land 50’, ‘Delta Pine & Land 90’, ‘SureGrow 125RR’) génétiquement modifiés pour résister à cette matière active de désherbant ont été associés à deux problèmes conjoints : 
1°) une mauvaise pollinisation[10] et 
2°) une augmentation du taux d'avortement des capsules de cotonnier transgénique[10], ce qui pose un problème agronomique (perte de rendement), et environnemental (car l'apparition conjointe à l'augmentation des traitements herbicides depuis quelques années de mauvaises herbes résistantes aux désherbants totaux peut inciter à un usage croissant de ces produits (ex Amaranthus palmeri[12]). 
Des études anatomiques ont donc recherché d'éventuels effet des traitements au glyphosate sur le développement des organes reproducteurs mâle et femelle de la fleur de cotonnier GM en période d'anthèse (période « fonctionnelle » pour la reproduction de la fleur). 
Les chercheurs ont comparé des cotonniers-OGM traités et non-traités au glyphosate (appliqué à la fois en postlevée (POST)au stade « quatre feuilles » et à la phase POST « huit feuilles ». 
Ils ont constaté que le traitement avait effectivement un effet différé sur l'anatomie florale : il allonge la colonne staminale, ce qui augmente très significativement la distance entre les anthère et la pointe de l'organe femelle (stigmate réceptif)[10] ; Cette distance est augmentée de 4,9 à 5,7 mm au cours de la première semaine de floraison[10]. Cette éloignement des anthères par rapport au stigmate a provoqué une diminution de 42 % de la quantité de pollen effectivement déposé sur les stigmates chez les cotonniers OGM traitées au glyphosate par rapport à ceux qui n'ont pas été traités[10].
- L'observation au microscope électronique du pollen des mêmes cotonniers (génétiquement modifiés pour résister au glyphosate) et traités au glyphosate, a en outre révélé que ce pollen présentait « de nombreuses anomalies morphologiques » (par rapport au pollen des mêmes cotonniers transgénique mais non-traités[10]. Ces pollens présentent « de grandes vacuoles, de nombreux grains d'amidon, et des poches moins organisés du réticulum endoplasmique, contenant moins de ribosomes »[10]. Les auteurs de l'étude ont estimé que le traitement au glyphosate a probablement inhibé ou empêché ou interrompu la bonne formation du pollen aux étapes de la microgamétogénèse, ce qui a abouti à produire un pollen immatures durant l'anthèse[10].
- D'autres anomalies anatomiques des stigmates (que l'allongement de  1,2 à 1,4 mm des stigmates par rapport à ceux des cotoniers OGM non traitée) étaient « visiblement évidente »[10]. La présence du GR 5-énolpyruvylshikimate-3-phosphate synthase (EPSPS CP4-) enzyme d'Agrobacterium sp. la souche CP4 a été quantifiée dans les tissus reproducteurs et végétatifs en utilisant l'enzyme-linked immunosorbent assay[10]. Le contenu de la protéine CP4-EPSPS dans le stigmate, anthère, preanthesis bourgeon floral (carré), et des pétales de fleurs était significativement inférieure à celle dans les tissus foliaires végétative. Effets du glyphosate sur le développement reproducteur masculin provoquant des retombées de pollen sur le stigmate pauvres, ainsi que la production de pollen avorté avec viabilité réduite, fournir une explication plausible pour les rapports de la capsule avortement accrue et des problèmes de pollinisation en coton GR glyphosate traitements[10].

L'étude ne précise pas si ces effets négatifs sont dus au glyphosate seul ou en association (synergie) avec son surfactant.

## Recherche et analyses
Cette protéine est l'un des marqueurs permettant d'identifier la présence de certains OGM dans la nourriture. 
Divers moyens de l'analyser et/ou de la doser existent :
- PCR multiplex [14],[15]
- analyses de l'ADN (Southern blot) [16]
- tests immunologiques (Immunoassay ; Western blot, ELISA…)[16].
- La spectrométrie de masse peut être utilisée[17]
- Des puces à ADN ont été testées pour la détection de cette protéine, dont en Chine avec une puce montrant (en 2004-2005) une limite de détection estimée à 2,25×10−8 mol d'oligonucleotides par litre[18]